# 歐羅塔斯

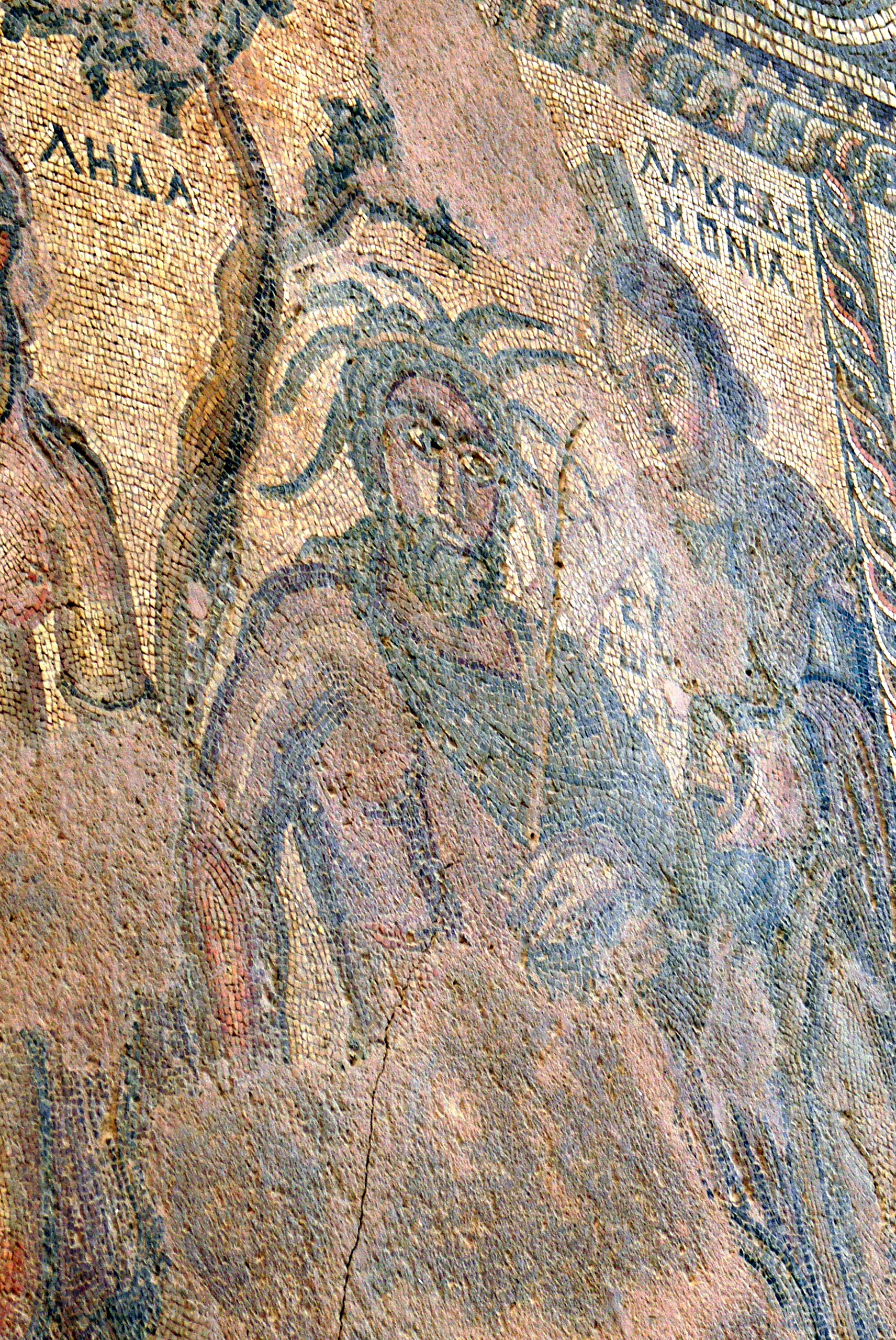
歐羅塔斯

歐羅塔斯（希臘語：Εὐρώτας）是希臘神話中的一位拉科尼亞國王。關於他的身世，根據偽阿波羅多洛斯所著的《書庫》他是勒勒克斯之子，保薩尼亞斯則稱他為米勒斯之子、勒勒克斯的孫子。
歐羅塔斯有一個女兒斯巴達，歐羅塔斯將她許配給拉刻代蒙，兩人統治的王國即為日後的斯巴達。